# Francisco Coelho Maduro Dias
Francisco Coelho Maduro Dias CvSE (Angra do Heroísmo, 12 de Fevereiro de 1904 — Angra do Heroísmo, 21 de Dezembro de 1986) foi um poeta, pintor, escultor, desenhador, professor, cenógrafo e homem do teatro. Fez parte dos membros fundadores e colaboradores do Instituto Histórico da Ilha Terceira (em 1942) e do Rádio Clube de Angra (em 1946), tendo um papel relevante no panorama cultural açoriano da primeira metade do século XX.

## Biografia
Nascido em Angra do Heroísmo, em 1904, desde cedo foi colaborador assíduo nos jornais, publicando, com 17 anos (1921), o seu primeiro livro de poemas.
Enquanto estudava Belas-Artes em Lisboa (c. 1927), teve oportunidade de contactar com artistas de renome: Armando de Lucena (seu mestre), Abel Manta, Jorge Barradas, Diogo de Macedo, Rui Gameiro, entre outros.
Ainda em Lisboa, colaborou no Pavilhão Português para a Exposição de Sevilha, onde colheu "proveitosos conhecimentos através dos quais beberia os princípios da forma em que assentariam as suas futuras criações estéticas".
O empedrado da Praça Velha é, provavelmente, um dos trabalhos mais marcantes da sua vida. Nessa altura, estava a regressar dos estudos em Lisboa e imediatamente fez por se ligar a todas as manifestações artísticas. Terminado em 1930 e inspirado no desenho de uma manta regional terceirense, a solução artística desse empedrado, "dado o arrojo da concepção modernista, seria motivo de acesas polémicas".
Uma das amizades que teve oportunidade de fazer ao longo da sua vida foi com António Dacosta. Ambos tiveram a oportunidade de criar retratos um do outro, como é o caso do Retrato de Maduro Dias documentado pela Fundação Calouste Gulbenkian.
Desde o regresso de Lisboa que a sua presença artística ecléctica e organização de exposições foram marcando a Ilha Terceira. Alguns exemplos dessas intervenções são: a encenação da opereta Água Corrente (estreia em 1928); a organização da exposição, em 1934, no Palácio do Governo Civil (actual Palácio dos Capitães-Generais) e da Exposição do Esforço do Emigrante Açoriano, em 1940, na Junta Geral de Angra do Heroísmo; o Cruzeiro alusivo à Restauração de 1640 (1940), no Pico Matias Simão; livros de poemas como Melodia Íntima e Poemas de Eiramá (1985); quadros como Sonho do Infante; capas de livros; e trabalhos de ornamentação nas Sanjoaninas.
Desde 1961 até c. 1985, "foi convidado a desenvolver ensino artístico no destacamento americano da Base das Lajes (Clube de Oficiais, onde se realizaram várias exposições), o que denota a sua vocação para um certo magistério artístico que nunca o abandonou".
Morre na sua cidade natal, em 1986, e Augusto Gomes, em artigo biográfico na revista Ilha Terceira desse mês de Dezembro, recorda-o assim: "Como prosador, Maduro Dias deu-nos as mais belas páginas da literatura açórica, numa realização estética, das mais seguras e acabadas, tal como nas outras manifestações artísticas em que se entregava de alma e coração".

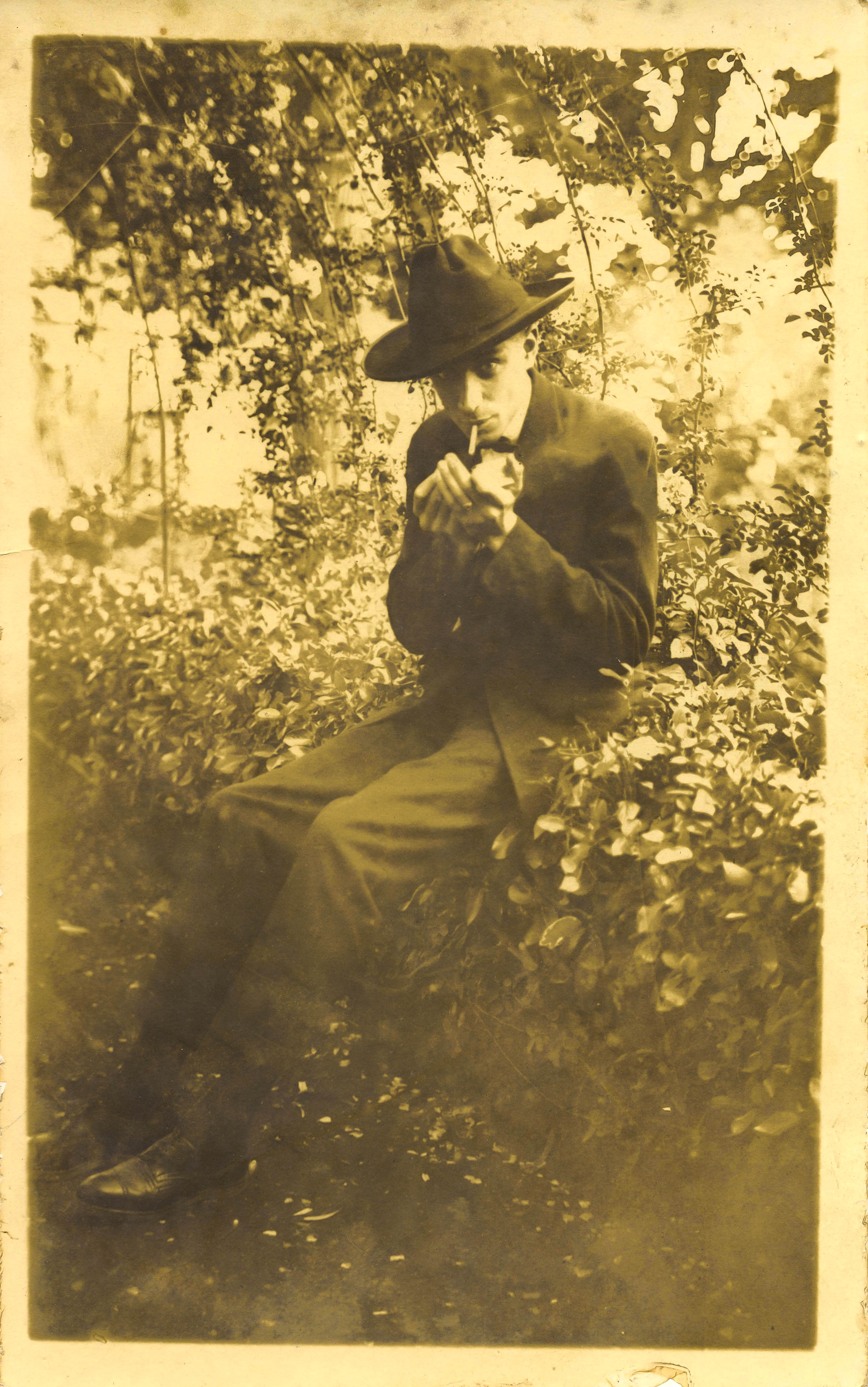
Francisco Coelho Maduro Dias a fumar no Jardim Duque da Terceira.
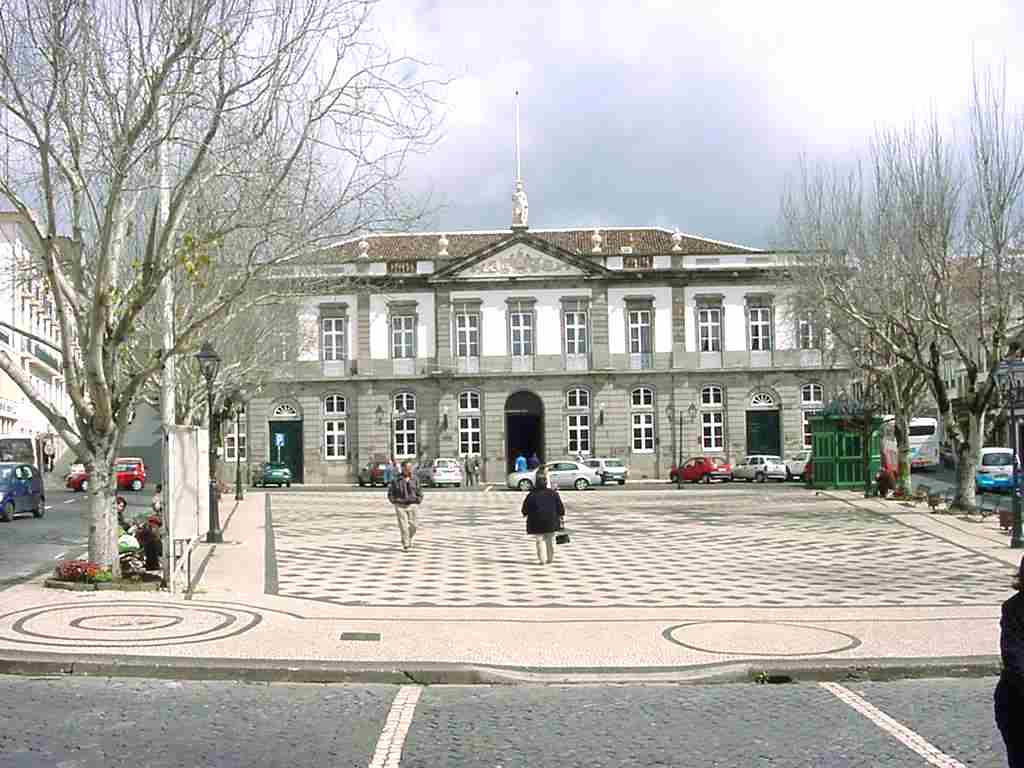
Empedrado artístico da Praça Velha de Angra do Heroísmo.
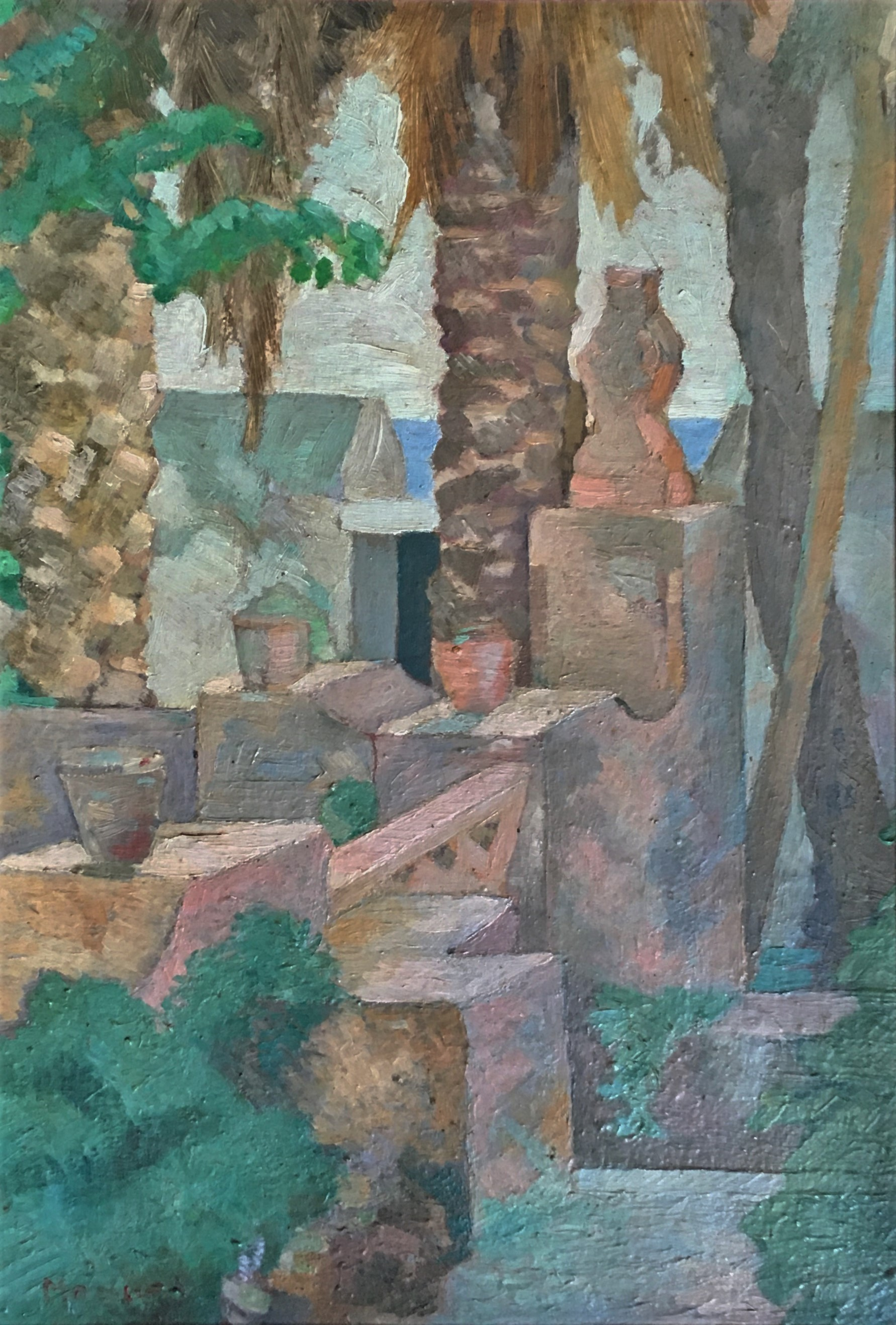
Quinta do Espírito Santo (residência de Verão).
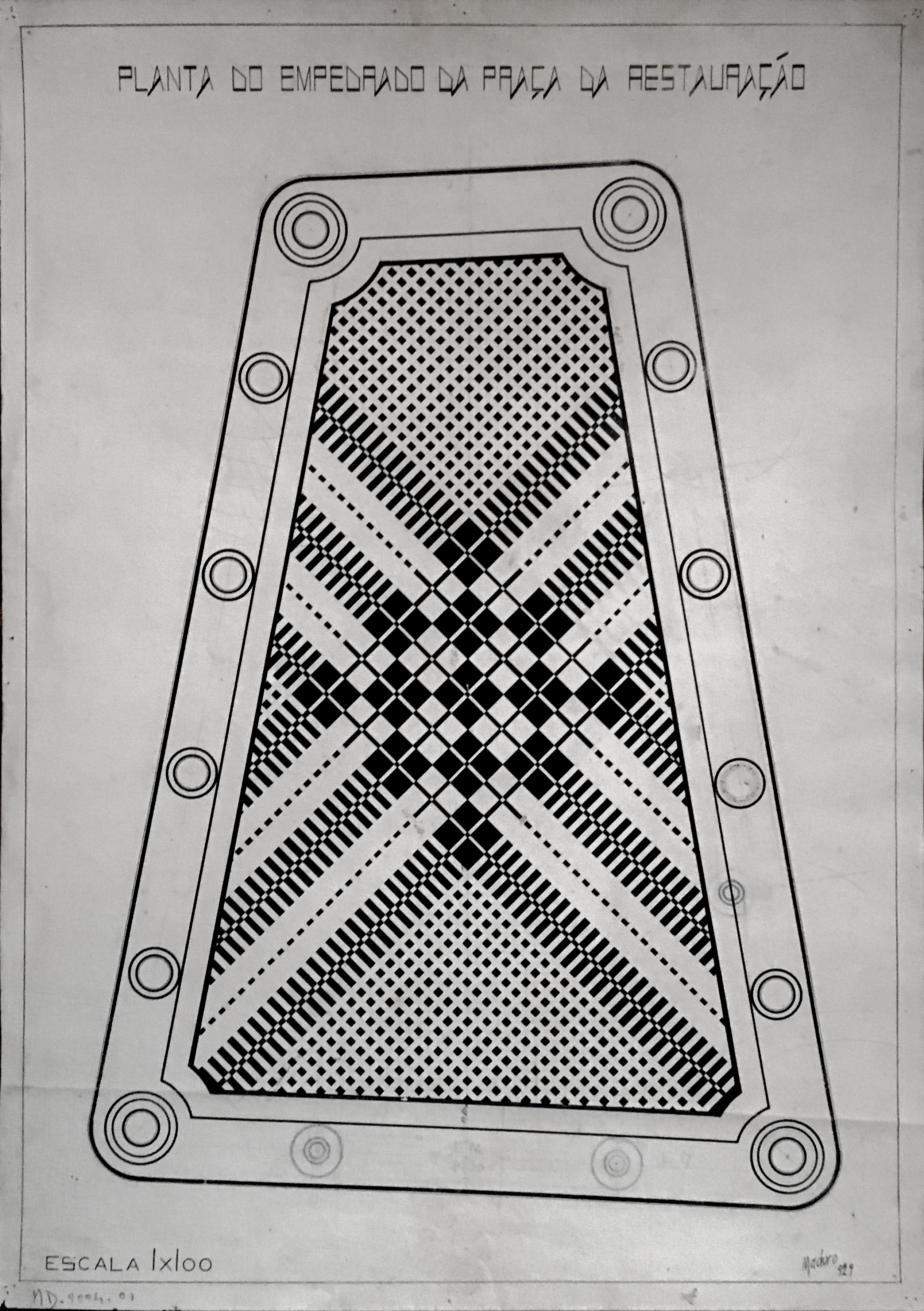
Planta do Empedrado da Praça Velha (1929).

### Condecorações e Prémios
Feito Cavaleiro da Ordem Militar de Sant'Iago da Espada (14 de Junho de 1950).

Prémio literário, na modalidade prosa, nos Jogos Florais (1925).
Violeta de Oiro nos Jogos Florais realizados pela Emissora Nacional (1939).
Medalha de Honra do Município (2004).

## Obras e Intervenções Artísticas

### Cenografia[5]
- Flores e Bandarilhas (1926)
- O Maior Amor de Luís Ribeiro e Casas Baratas (1927), de Frederico Lopes
- Frei Thomaz (1927)
- Água Corrente (1928)
- Glória ao Divino (1959)
- Rosas e Espinhos (1960)
- Espinhos de Ouro (1962)
- D. Beltrão de Figueiroa (1967)
- O Primeiro Beijo (1971)
- "Maduro Dias mantém-se como director artístico do grupo teatral da Recreio dos Artistas"

### Esculturas e Monumentos

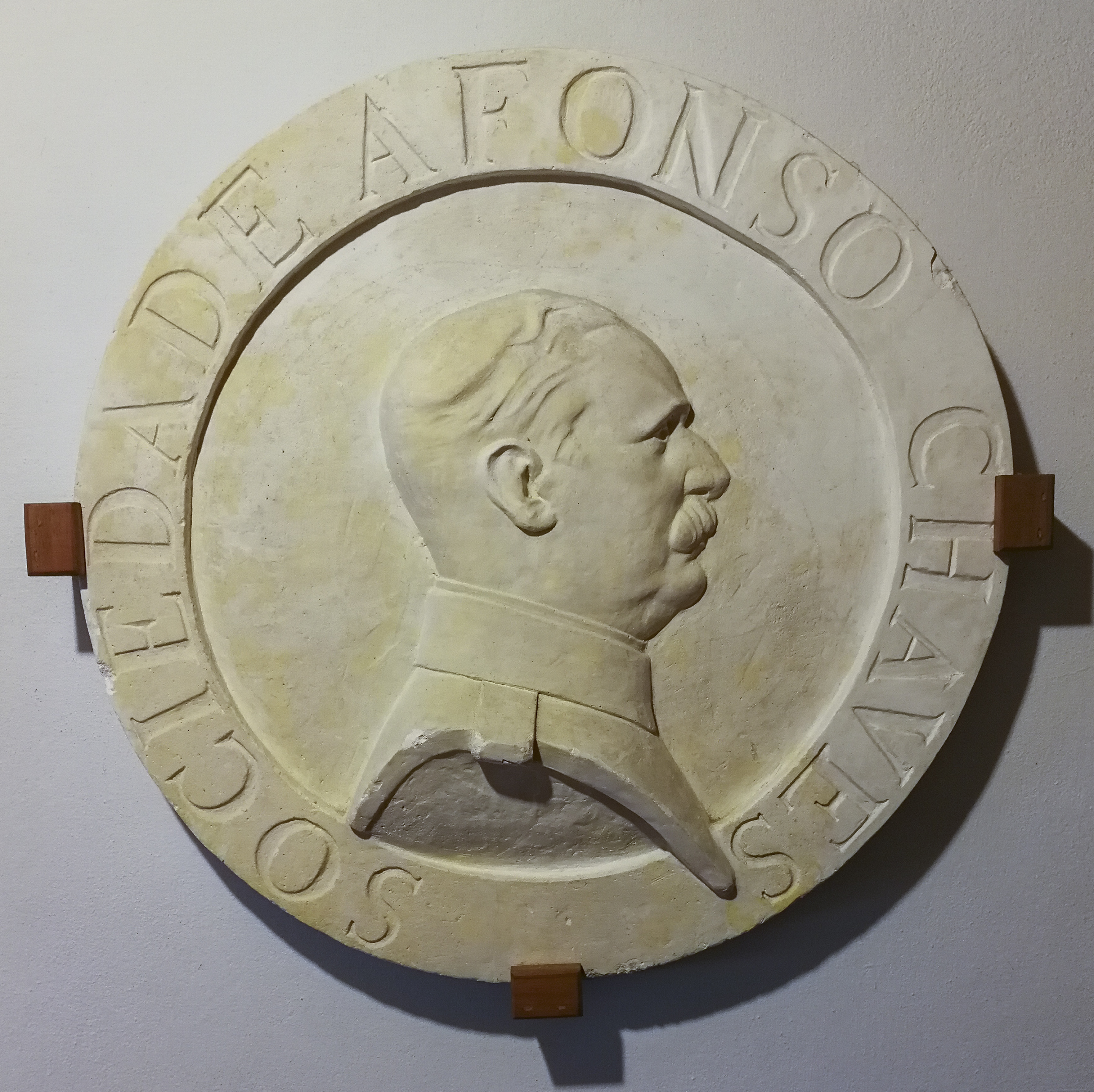
Medalha da Sociedade Afonso Chaves

- Medalha da Sociedade Afonso Chaves (1934), colecção particular
- Memória alusiva da Restauração de 1640, Praia da Vitória (adro da Matriz)
- Cruzeiro alusivo à Restauração de 1640 (8 de Dezembro de 1940), Altares (Pico Matias Simão)
- Monumento a Francisco Ferreira Drummond (14 de Outubro de 1951), Vila de S. Sebastião (Largo do Rossio)
- Memorial a Marcelo Pamplona (1970), antiga Praça de São João e retirado após o Sismo de 1980

### Eventos culturais à sua responsabilidade
- Exposição (1934), Palácio do Governo Civil (actual Palácio dos Capitães-Generais)
- Exposição do Esforço do Emigrante Açoriano (1940), Junta Geral de Angra do Heroísmo

(entre outros locais e eventos, como: Orfeão de Angra; Serões no Tennis Club; Salão Caridade; Centenário Garreteano; Recreio dos Artistas; Mocidade Portuguesa; Rádio Clube de Angra)

### Intervenções urbanas
- Empedrado da Praça Velha (1930)
- Projecto de urbanização do Largo Prior do Crato e execução do respectivo busto (1941)

### Obras publicadas
- Quadras para o Povo (1921) Angra do Heroísmo, Livraria Editora Andrade
- Redondilhas aos Soldados Desconhecidos (1921) Angra do Heroísmo, Livraria Editora Andrade
- Em Nome de Deus Começo… (1929) Angra do Heroísmo, Livraria Editora Andrade
- Dez Sonetilhos de Enlevo (1941) Angra do Heroísmo, Livraria Editora Andrade
- Sonetos de Esperança e de Sonho (1941) Angra do Heroísmo, Livraria Editora Andrade
- Vejo Sempre Mar em Roda (1963) Angra do Heroísmo, ed. do autor
- Melodia Íntima e Poemas de Eiramá (1985) Colecção Gaivota n.º 45, Angra do Heroísmo, Secretaria Regional da Educação e Cultura

### Pintura[5]
- Gente do Monte (1928), colecção particular
- O Castelo de São João Baptista visto do Caminho de São Diogo (1938), Angra Garden Hotel
- Monte Brasil (1948), Salão do navio homónimo (actualmente de paradeiro desconhecido)
- O Sonho do Infante (1949), Salão Nobre dos Paços da Junta Geral (actual Secretaria Regional da Educação e Cultura)
- Luís Ribeiro (1955-1957, retrato a óleo), Museu de Angra do Heroísmo
- Painéis da Pediatria do Hospital Regional de Angra do Heroísmo (1961), 5º Piso
- Infante D. Henrique (1962, retrato a óleo), Palácio dos Capitães-Generais

(entre outros, sobretudo em colecções particulares fora de Portugal)